# Congresso di Erfurt

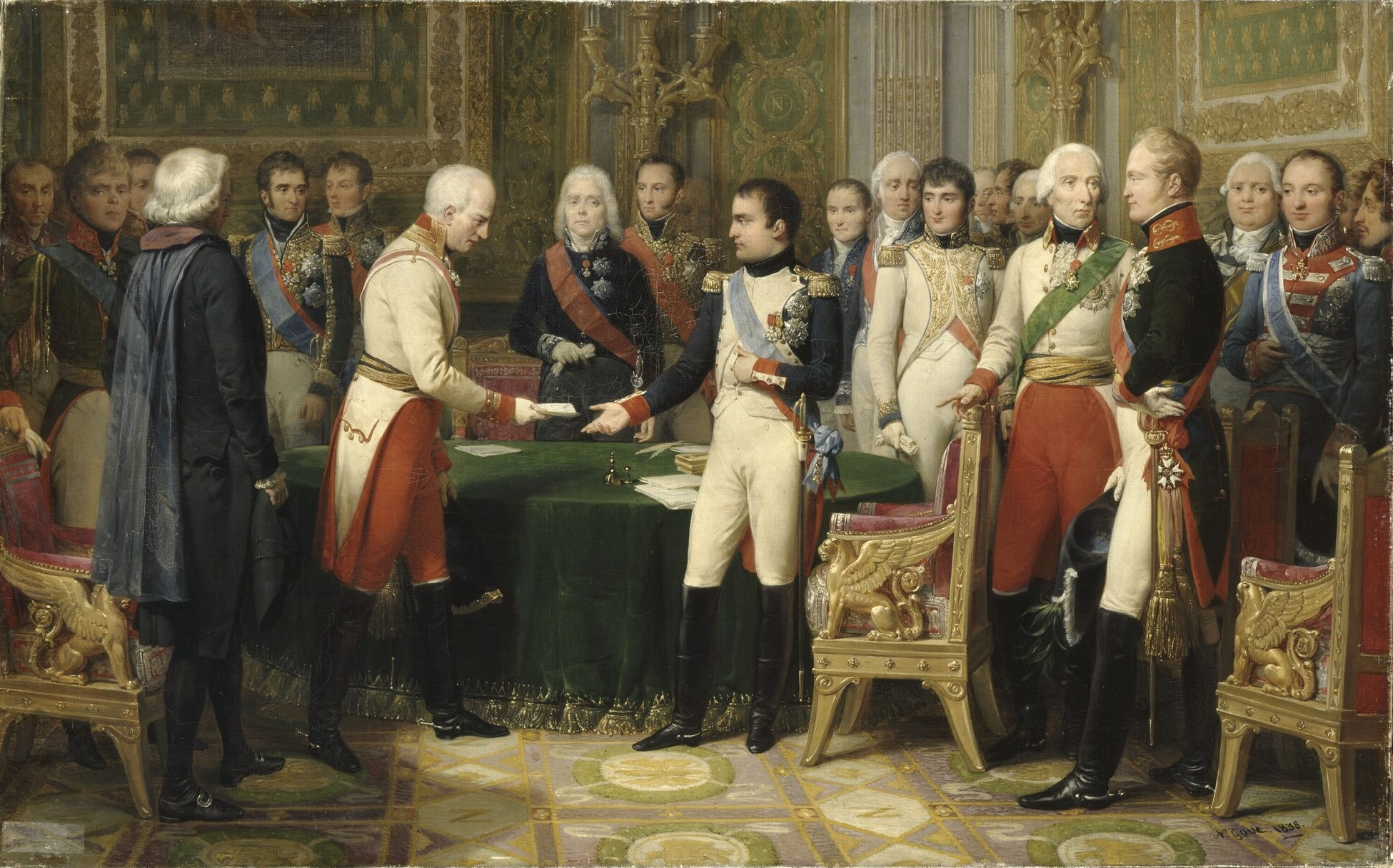
Napoleone mentre riceve il Barone Vincent, ambasciatore d'Austria. Dipinto di Nicolas Gosse.

Il Congresso di Erfurt consistette nell'incontro tra l'Imperatore Napoleone e lo Zar Alessandro I di Russia nel 1808, in un tentativo di riaffermare l'alleanza iniziata dopo il precedente Trattato di Tilsit che seguì alla fine della guerra della Quarta coalizione.

## Il congresso
A Tilsit, Napoleone aveva trasformato l'impressionabile Alessandro in un suo fervente ammiratore, ma i sentimenti anti-francesi della corte russa nel corso dell'anno precedente avevano indebolito l'alleanza recentemente stipulata. 
Napoleone ed il suo ministro degli Esteri Talleyrand cercarono di fortificare la nuova alleanza e ad Erfurt, Napoleone tentò di intimidire Alessandro con le glorie del Primo Impero Francese. A questo fine Napoleone invitò a partecipare Johann Wolfgang von Goethe e Christoph Martin Wieland che decorò entrambi con la Legion d'onore..
Non si può dire se Napoleone ebbe o meno successo nel fermare la decadenza di questa alleanza, ma quello di Erfurt fu l'ultimo incontro tra i due capi di Stato. 
Nel 1812, la Russia smise di attuare il Blocco continentale contro il Regno Unito, ed i sentimenti francofobi nella corte avevano raggiunto il loro zenit. Le spese di difesa russe erano state incrementate, e si disposero truppe alla frontiera in preparazione dell'invasione del Granducato di Varsavia. Napoleone prevenne questa invasione attaccando a sua volta con maggiori forze.

## Conclusioni
Dall'inizio dell'alleanza di Tilsit, alcuni osservatori pensarono che i due stati più poderosi d'Europa potevano coesistere in pace uno accanto all'altro. Il Granducato di Varsavia non era altro che uno stato-satellite della Francia vicino della Russia. Erfurt avrebbe potuto ritardare l'inizio delle ostilità, ma era forse inevitabile che entrambi i giganti finissero con l'affrontarsi prima o poi.